# 長浜三年寄
長浜三年寄（ながはまさんどしより）とは、豊臣秀吉の命を受け長浜城下町（49町・10組）を整備した町人衆のうち、組を代表する町年寄の十家が長浜十人衆と呼ばれており、そのうち更に有力であった三家のことである。
十人衆に選ばれたのは、本町の宮部・西村・下村・田辺、呉服町の安藤、大手町の樋口・大依・川崎、魚屋町の今村、舟町の吉川家だった。三年寄は、舟町の吉川三左衛門家、本町の下村藤右衛門家、呉服町の安藤九郎右衛門家であった。江戸時代になると、宮部・西村・樋口・大依の四家が絶え、幕末には吉川三左衛門（五助）、下村藤右衛門（藤七）、田辺伝太夫（九太夫）、安藤九郎右衛門、川崎源兵衛、今村藤右衛門の六家となった。
現在、長浜市元浜町の安藤家は観光地として残っているが、吉川家・下村家は跡地として、縁戚関係にあった下郷傳平（初代）が購入しており、北船町の吉川家跡地が長浜市立長浜幼稚園、西本町の下村家跡地が滋賀県第一小学校（明治4年～7年・現長浜市立長浜小学校）を経て財団法人下郷共済会となっている。